# بينيروس
بينيروس (بالبرتغالية: Pinheiros (district of São Paulo)‏) هي منطقة سكنية تقع في البرازيل في ساو باولو.[بحاجة لمصدر] يقدر عدد سكانها بـ 62.997 نسمة ومساحتها 8 كم2 .